# 징기스칸 (1965년 영화)
징기스칸(Genghis Khan)은 영국, 서독, 유고슬라비아, 미국에서 제작된 헨리 레빈 감독의 1965년 모험, 드라마, 전쟁 영화이다. 스티븐 보이드 등이 주연으로 출연하였고 얼빙 알렌 등이 제작에 참여하였다.

## 출연

### 주연
- 스티븐 보이드
- 오마 샤리프

### 조연
- 제임스 메이슨
- 엘리 웰라치
- 프랑소와 돌리악
- 텔리 사바라스
- 로버트 몰리
- 마이클 홀든
- 이본느 밋첼
- 우디 스트로드
- 케네스 코프
- 돈 보리센코
- 패트릭 홀트
- 조지 사바라스
- 카를로 쿠라
- 구스타보 로조
- 에드위나 캐롤
- 카멘 데니
- 샐리 더글러스
- 이본느 시마
- 루실 숭
- 에스터르 앤더슨
- 클리프 라이온스
- 재클린 피어스
- 찰스 H. 라딜락

## 제작진
- 의상: 신시아 틴지